# Mademoiselle Succès
Mademoiselle Succès è un cofanetto postumo della cantante italo-francese Dalida, pubblicato il 24 febbraio 2004 da Universal Music France.
Raccoglie, in diciotto CD digipak, alcuni 33 giri che la casa discografica Barclay ha pubblicato per Dalida tra il 1956 e il 1970, per un totale di cento ottantanove titoli in versione originale, rimasterizzati. Ogni CD è stato stampato con la copertina originale del rispettivo vinile.
Venne pubblicato in edizione limitata e numerata. Il cofanetto è composto da una valigetta con all'interno un simil-giradischi in plastica. Include anche un libretto di centoventi pagine.
Tutti i CD del box sono poi stati commercializzati singolarmente, sempre in edizione limitata e numerata.

## CD 1 -Son nom est Dalida
1. Bambino
2. Fado
3. Aime-moi
4. Flamenco bleu
5. Le torrent
6. Madona
7. Guitare flamenco
8. Gitane
9. Mon cœur va
10. La violetera

Album Son nom est Dalida

## CD 2 -Miguel
1. Miguel
2. La plus belle du monde
3. Ay! Mourir pour toi
4. Le petit chemin de pierres
5. Le ranch de Maria
6. Quand on n'a que l'amour
7. Tu n'as pas très bon caractère
8. Tu peux tout faire de moi

Album Miguel

## CD 3 -Gondolier
1. Gondolier
2. Histoire d'un amour
3. Calypso italiano
4. Pour garder
5. Lazzarelle
6. Buenas noches mi amor
7. Le jour où la pluie viendra
8. J'écoute chanter la brise
9. Pardon
10. Oh là là

Album Gondolier

## CD 4 -Les gitans
1. Les gitans
2. Aïe mon cœur
3. Inconnu mon amour
4. Adieu monsieur mon amour
5. Rendez-vous au Lavandou
6. Dans le bleu du ciel bleu
7. Je pars
8. Timide sérénade
9. Marchande de fruits
10. Dieu seul

Album Les Gitans

## CD 5 -Le disque d'or de Dalida
1. Ciao ciao, bambina
2. Ce serait dommage
3. Si je pouvais revivre un jour ma vie
4. Du moment qu'on s'aime
5. Tu m'étais destiné
6. Come prima
7. Hava naguila
8. Tout l'amour
9. Guitare et tambourin
10. Amstramgram

Album Le Disque d'or de Dalida

## CD 6 -Love in Portofino
1. Love in Portofino
2. C'est ça l'amore
3. Adonis
4. Pilou pilou hé
5. Marina
6. Ne joue pas
7. Luna caprese
8. J'ai rêvé
9. La chanson d'Orphée
10. Elle, lui et l'autre

Album Love in Portofino

## CD 7 -Les enfants du Pirée
1. Les enfants du Pirée
2. T'aimer follement
3. Dans les rues de Bahia
4. De Grenade à Seville
5. Le petit claire de lune
6. Romantica
7. Vieni vieni si...
8. Le bonheur
9. S'endormir comme d'habitude
10. L'arlequin de Tolède

Album Les Enfants du Pirée

## CD 8 -Garde-moi la dernière danse
1. Garde-moi la dernière danse
2. Dix mille bulles bleues
3. Parlez-moi d'amour
4. Je me sens vivre
5. Itsi bitsi petit bikini
6. Pepe
7. La joie d'aimer
8. 24 mille baisers
9. O sole mio
10. Les marrons chauds

Album Garde-moi la dernière danse

## CD 9 -Loin de moi
1. Loin de moi
2. Plus loin que la Terre
3. Comme une symphonie
4. Avec une poignée de terre
5. Nuit d'Espagne
6. Cordoba
7. Tu ne sais pas
8. Reste encore avec moi
9. Tu peux le prendre
10. Protégez-moi, Seigneur

Album Loin de moi

## CD 10 -Le petit Gonzales
1. Le petit Gonzales
2. Je l'attends
3. Petit éléphant twist
4. Toutes les nuits
5. T'aimerai toujours
6. La leçon de twist
7. À ma chance
8. Que sont devenues les fleurs
9. Je ne peux pas me passer de toi
10. Achète-moi un juke-box

Album Le Petit Gonzales

## CD 11 -Eux
1. Eux
2. Quand revient l'été
3. Que la vie était jolie
4. Ah! Quelle merveille
5. Sois heureux
6. Le jour du retour
7. Loop de loop
8. Chez moi

Album Eux

## CD 12 -Amore scusami
1. Amore scusami
2. La valse des vacances
3. Allô... tu m'entends?
4. Je n'ai jamais pu t'oublier
5. Chaque instant de chaque jour
6. Je t'aime
7. À chacun sa chance
8. Ne lis pas cette lettre

Album Amore scusami

## CD 13 -Il silenzio
1. Il silenzio
2. Tu me voles
3. Son chapeau
4. La vie en rose (versione 1965)
5. Toi pardonne-moi
6. Le flamenco
7. Scandale dans la famille
8. Le soleil et la montagne
9. C'est irréparable
10. Un enfant
11. Je ne dirai ni oui ni non
12. La danse de Zorba

Album Il silenzio

## CD 14 -De "Bambino" à "Il silenzio"
1. Bambino
2. Gondolier
3. Les gitans
4. Come prima
5. Love in portofino
6. Ciao ciao, bambina
7. T'aimer follement
8. Les enfants du Pirée
9. Romantica
10. Itsi bitsi petit bikini
11. Garde-moi la dernière danse
12. Le jour le plus long
13. La danse de Zorba
14. Il silenzio

Raccolta "De Bambino" à "Il silenzio"

## CD 15 -Olympia 67
1. À qui?
2. Loin dans le temps
3. J'ai décidé de vivre
4. Mama
5. La chanson de Yohann
6. Petit homme
7. Je reviens te chercher
8. Entrez sans frapper
9. Les grilles de ma maison
10. Ciao amore, ciao
11. Toi mon amour
12. La banda

Album Olympia 67

## CD 16 -Le temps des fleurs
1. Le temps des fleurs
2. Quelques larmes de pluie
3. Manuella
4. Dans la ville endormie
5. Le septième jour
6. La bambola
7. Les anges noirs
8. Je m'endors dans tes bras
9. Tire l'aiguille
10. Le petit perroquet
11. Je me repose
12. Tzigane

Album Le Temps des Fleurs

## CD 17 -Canta in italiano
1. Aranjuez la tua voce
2. Un po' d'amore
3. Dan dan dan
4. La speranza è una stanza
5. Sola più che mai
6. Zum zum zum
7. Casatchok
8. Le promesse d'amore
9. Lacrime e pioggia
10. L'ultimo valzer
11. Amare per vivere
12. Quelli erano giorni

Raccolta Canta in Italiano

## CD 18 -Ma mère me disait
1. Ma mère me disait
2. Deux colombes
3. Les violons de mon pays
4. L'anniversaire
5. La vie en rose
6. Le vent n'a pas de mémoire
7. Naké di naké dou
8. Les couleurs de l'amour
9. L'an 2005
10. La ballade à temps perdu
11. La sable de l'amour
12. Pars
13. Zoum zoum zoum

Album Ma mère me disait